# Movimiento al Socialismo (Venezuela)
Movimiento al Socialismo (conocido por sus siglas; MAS) es un partido político venezolano de ideología socialista democrática que nace como producto de las serias críticas contra el modelo socialista soviético. Muchos de sus antiguos integrantes conformaron un sector importante de la dirección nacional del Partido Comunista de Venezuela (PCV), liderado por Pompeyo Márquez, Teodoro Petkoff, Eloy Torres,  Freddy Muñoz, Argelia Laya, Fidel Ernesto Vásquez y Luis Manuel Esculpi. El 19 de enero de 1971 se realiza la primera Convención Nacional en el Club de los Ciegos de Caracas; constituyéndose formalmente. 
Los fundadores del partido trataban de marcar diferencias con la línea dura de este abandonando el marxismo, luego de los enfrentamientos armados que se vivieron durante los primeros años de la década de los años 1960 y 1970, que ejercía el propio PCV y otras organizaciones de izquierda contra los gobiernos del Pacto de Puntofijo de Acción Democrática (AD) y COPEI y los habían dejado aislado políticamente, siendo perseguidos e ilegalizados. Dentro de los grupos de izquierda de la lucha armada el Movimiento de Izquierda Revolucionaria (MIR) se fusionó en el MAS en 1983. En la actualidad los dirigentes más notorios son Felipe Mujica, Segundo Meléndez y María Verdeal.
En 2008 fundó junto a otros partidos la coalición opositora Mesa de la Unidad Democrática (MUD), de la que se separó en 2013. En los años siguientes formó parte de la plataforma opositora del excandidato presidencial Henri Falcón, Concertación por el Cambio. De cara a las elecciones de 2024, apoyan a Edmundo González Urrutia, candidato de la Plataforma Unitaria.

## Ideología política
El Movimiento al Socialismo se define como un partido político socialista pero no marxista que nació a través de serias críticas contra el socialismo soviético y otros modelos socialistas, entre esas críticas estaba la burocratización del poder, el autoritarismo, el socialimperialismo, la ausencia de democracia, control total de los medios de comunicación y la permanencia de las relaciones sociales de producción capitalistas. Así que el MAS tomó una doctrina socialista democrática, pluralista, descentralizada y no dogmática, con base en la autogestión y la cogestión de los medios de producción para la construcción del socialismo, promoviendo la participación política de la población, reconociendo al mercado como un mecanismo eficiente de asignación de recursos pero que el Estado debe corregir distorsiones sociales creados por este e igualmente el MAS le da importancia al sector privado para el desarrollo de la economía pero bajo un sistema cogestionario.

## Historia

### sigloXX
El primer congreso del MAS se celebró el 14 de enero de 1971. En ese Congreso, Alfredo Maneiro y otros (quienes habían participado también de la división del PCV que dio origen al MAS) decidieron no participar de la fundación del nuevo partido y se retiraron para fundar luego La Causa R. Participa por primera vez en las elecciones presidenciales y parlamentarias de 1973. En esta ocasión el MAS postuló a José Vicente Rangel con el apoyo del MIR quedando de cuarto lugar con el 4,26% de votos, 3,70% específicamente para el MAS. 
Un año antes en 1972, Venezuela otorga al escritor Gabriel García Márquez el Premio Rómulo Gallegos por su novela Cien años de soledad. García Márquez, que mantenía una estrecha relación de amistad con Teodoro Petkoff a quien admiraba por su obra Checoslovaquiaː el socialismo como problema (una fuerte crítica al imperialismo soviético), cedió los US$ 25000 del premio al partido para su campaña electoral. Márquez se autodenominaría luego como el primer masista internacional.
El MAS siempre ha pretendido ser la tercera fuerza política de país pero en todas las elecciones no superó el 5% de los votos hasta los comicios de 1993, en las presidenciales efectuadas en el año de 1978 el MAS volvió a postular a Rangel que recabó para el partido, el 4,70% de las papeletas quedando en tercera posición, en las elecciones de 1983 la organización le retiró el apoyo a Rangel (que postulo por otras agrupaciones de izquierda como el Movimiento Electoral del Pueblo, MEP; o el PCV) y asignó como candidato a Teodoro Petkoff con la fusión del MIR, usando una misma tarjeta denominada "MAS-MIR", obteniendo 3,35% de votos para el partido, quedando en el tercer lugar una vez más, lo mismo que los comicios de 1988, pero en esta campaña recabó un menor porcentaje de votos solo el 2,71% siempre en todas las elecciones de la década de los años 1970 y 1980 los resultados le situaban muy lejos de los candidatos de Acción Democrática (AD) y Copei. 

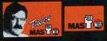
Tarjeta electoral del MAS en las elecciones generales de 1988.

En 1985 es electo Freddy Muñoz secretario general y Argelia Laya presidenta. En 1986 resultaron reelectos hasta 1994. En 1989 el MAS gana la gobernación de Aragua y en los comicios siguientes las gobernaciones de Sucre, Portuguesa y el Zulia. En los comicios presidenciales de 1993 el MAS respalda a Rafael Caldera, decisión que cuenta con el apoyo de Pompeyo Márquez, Teodoro Petkoff, Freddy Muñoz, Luis Manuel Esculpi y Moisés Moleiro, aun cuando se planteó la posibilidad de apoyar la opción de Andrés Velásquez de La Causa Radical que, con el apoyo del MAS, hubiese ganado las elecciones). El expresidente Rafael Caldera, fue elegido presidente de la República, en una coalición integrada por diversos grupos de izquierda (el MEP y PCV), centroizquierda (URD, y centroderecha como el MIN) llamada popularmente «el Chiripero», el MAS específicamente obtuvo el 10% de los votos de aquella alianza partidista. 
En 1994, el MAS realizó elecciones primarias para elegir sus nuevas autoridades quedando electos Gustavo Márquez como presidente y Enrique Ochoa Antich, quien era diputado uninominal por Caracas, secretario general. Sin embargo, las tesis de Ochoa (socialismo liberal, incluían retirarle el apoyo al Gobierno de Caldera, para en un futuro formar una alianza electoral con La Causa R y crear una Comisión de Ética para combatir la corrupción a lo interno) fueron rechazadas por la dirección del partido, por lo que Ochoa Antich renuncia al partido en 1997. Durante el período de Caldera por primera vez los miembros del partido integran un gabinete ejecutivo, asignándoles varios ministerios a varios de sus dirigentes, entre ellos Pompeyo Márque, Teodoro Petkoff y Simón García. Sin embargo, a pesar de las tensiones el MAS no le retira el apoyo a Caldera. 
En 1997 se celebran las elecciones primarias para elegir las nuevas autoridades de la organización y resultan electos Felipe Mujica como presidente y Leopoldo Puchi como secretarios General. En las elecciones de 1998 el MAS realiza una alianza electoral con el Movimiento V República  y respalda la candidatura de Hugo Chávez, decisión que no es compartida por Petkoff, razón por la cual deja el partido y otros disidentes liderados por Pompeyo Márquez y Luis Manuel Esculpi también se dan de baja para formar el partido Izquierda Democrática, opuesto a Chávez.
Chávez quien además fue apoyado básicamente por algunas organizaciones que en el principio apoyaron el anterior gobierno de Caldera como el MEP, el PCV además del nuevo partido Patria Para Todos (PPT) escindido de La Causa Radical, conformando la plataforma electoral Polo Patriótico, Chávez venció con más del 56 % de votos, el MAS obtuvo para su tarjeta el 9%, con los que de no haber contado no hubiese podido ganar.

#### Descentralización
En 1989 cuando se decidió una apertura política de descentralización por parte del gobierno de Carlos Andrés Pérez, permitiendo que directamente los ciudadanos eligieran por voto popular a los gobernadores de los de los estados y alcaldes de los municipios del país, el MAS obtuvo representación muy destacada en el estado Aragua obteniendo la victoria para la gobernación, primero con Carlos Tablante y después con Didalco Bolívar siendo considerado el estado feudo del partido, logrando conseguir las alcaldías de varios municipios aragüeños, el MAS pudo obtener por algunos periodos de la década de 1990 la gobernación de los estados Lara con Orlando Fernández Medina, en el estado Sucre con Ramón Martínez Abdenour, Amazonas, Portuguesa, Delta Amacuro, asimismo obtuvo la gobernación del estado Zulia con Lolita Aniyar de Castro, desde 1993 hasta 1996.

### sigloXXI
En las elecciones presidenciales adelantadas del año 2000 el MAS volvió apoyar a Chávez para su reelección, ganando con el 59,76%, siendo un 8,70% para el MAS. A pesar de esto el MAS en 2002 decide retirarle el apoyo a Chávez por «autoritarismo» principalmente y se resquebraja cuando el partido se divide en partidarios de seguir apoyando a Chávez y lo que se pasan a la oposición (lo que adopta la mayoría), al final nacen nuevos partidos escindidos del MAS, la agrupación Izquierda Unida liderado por Félix Jesús Velásquez y Efrén Calderón, y el partido Podemos liderado por Didalco Bolívar e Ismael García, leal a Chávez hasta 2007; de este último se desprende a su vez el partido Vamos, liderado por Rafael Simón Jiménez que adopta una política ambigua estando en el gobierno y en la oposición, para después ponerse en contra del gobierno y finalmente se disuelve pasando sus dirigentes a conformar nuevos partidos de reciente creación como el Polo Democrático (a su vez se disolvió para integrar el partido Un Nuevo Tiempo) en la que hubo exdirigentes de Acción Democrática y años más tarde surgen partidos como consecuencia de la división de Podemos y el movimiento PPT como Avanzada Progresista y Movimiento Progresista de Venezuela. 
El MAS desde entonces fue dirigido por el grupo conformado por Felipe Mujica, Carlos Tablante y Leopoldo Puchi, convirtiéndose en férreos detractores ahora del gobierno de Chávez, el MAS se agrupó en una coalición con los demás partidos de la oposición para presionar a la renuncia del gobierno de Chávez que también fracasó, la llamada Coordinadora Democrática que definitivamente se disolvió en 2004 poco después de que Chávez ganara el referéndum revocatorio, promovida por ésta. 

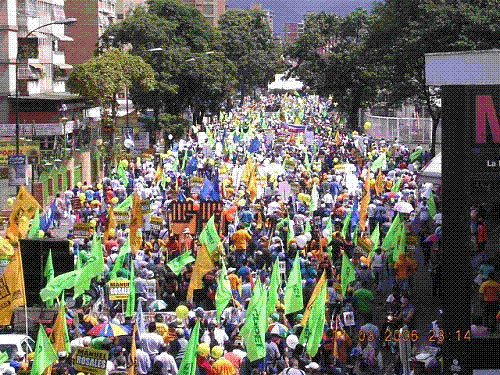
Marcha del MAS y Copei en apoyo de Manuel Rosales para su candidatura presidencial.

En 2005 algunos dirigentes del MAS (ubicados en la oposición) han declarado su intención a volver al gobierno de Chávez, pero no fue aceptada, en las elecciones parlamentarias de ese año a diferencia de otros sectores de oposición, el MAS participó pero no obtuvo ningún escaño. En 2006, el MAS decidió apoyar a Manuel Rosales como candidato de una buena parte de partidos de oposición a las presidenciales del 3 de diciembre obteniendo 71.600 votos (0,61 %) el porcentaje más bajo registrado en una elección nacional para este partido, motivado en parte a que su escisión el partido Podemos captaron parte del voto tradicional del MAS. A principios de 2007 algunos de sus líderes importantes entre los que destaca Tablante y Julio Montoya decidieron unirse al partido de Manuel Rosales Un Nuevo Tiempo.
En las elecciones internas de 2007 se eligen 41 dirigentes para integrar el Comité Ejecutivo eliminando de esta forma la figura del presidente y secretario general del partido, los últimos en ocupar dichos cargos fueron Felipe Mujica y Leopoldo Puchi respectivamente. Además se eligieron 150 delegados para la Convención Nacional. 
Por primera vez desde su fundación el MAS debió hacer una recolección de firmas a fin de mantener su vigencia legal en el Consejo Nacional Electoral por no conseguir el 1 % de los votos en los últimos comicios, que es el mínimo requerido por la ley electoral venezolana. En noviembre de 2007 se presenta como uno de los partidos para promover la opción del No para rechazar el Proyecto de Reforma Constitucional 2007 en Venezuela.
En 2008 el partido político Podemos se reconcilió con el partido MAS, y entablaron negociaciones para una posible reunificación, extendiéndose la invitación a otros partidos de la izquierda antichavista como La Causa Radical y Bandera Roja.
Para las elecciones presidenciales de 2012, el MAS decide apoyar la candidatura de Henrique Capriles Radonski, actuando bajo la tarjeta de la Mesa de la Unidad Democrática. En esta elección es reelecto Hugo Chávez Frías.
En la elección regional de 2012 el MAS decide apoyar a las candidaturas para gobernadores la Mesa de la Unidad Democrática (MUD) pero bajo tarjeta propia. La MUD sólo alcanzaría victoria en tres gobernaciones.
Tras el fallecimiento de Hugo Chávez en marzo de 2013, el MAS decide apoyar nuevamente la candidatura de Henrique Capriles Radonski para la elección presidencial de abril de ese año bajo la tarjeta única de la Mesa de la Unidad Democrática. Esta tarjeta obtuvo 7.363.980 votos, es decir, el 49,12%; mientras que el candidato de la coalición oficialista, Nicolás Maduro obtuvo 7.587.579, es decir, el 50,61%.
En agosto de 2013 decide lanzar su propia tarjeta para las elecciones municipales de ese año, denunciando su presidente Felipe Mujica que sectores de la oposición buscan un «esquema de polarización» de la tarjeta unitaria que anteriormente el MAS había propuesto para otros elecciones y también denunciando «maltrato» del MAS por parte de la MUD. Posteriormente en las elecciones municipales de diciembre de 2013, el MAS decide apoyar tantos candidatos propios como de la MUD, y consigue 115.000 votos a nivel nacional, por encima de partidos como Patria Para Todos, Por la Democracia Social y el Movimiento Electoral del Pueblo. Dos candidatos a alcalde por el MAS son electos: Alcides Martínez en el municipio Santos Michelena de Aragua y Marcos Montilla en el municipio San Rafael de Carvajal de Trujillo.
El 19 de enero de 2015, Felipe Mujica aclaró que el MAS no volverá a la MUD por considerar que la coalición «comete el error de querer polarizar al país». Sin embargo, el MAS postula en las elecciones primarias junto con la MUD en las regionales de 2017. En las elecciones del 2021, apoyó a algunas candidaturas de la Plataforma Unitaria y de la Alianza Democrática, además de apoyar algunas candidaturas independientes y uno de la Alternativa Popular Revolucionaria.

## Resumen electoral del MAS

### Presidenciales
|  | 3.70 % |

|  | 4.26 % |

|  | 4.70 % |

|  | 5.18 % |

|  | 3.35 % |

|  | 4.17 % |

|  | 2.71 % |

|  | 10.59 % |

|  | 30.46 % |

|  | 9.00 % |

|  | 56.20 % |

|  | 8.70 % |

|  | 59.76 % |

|  | 0.61 % |

|  | 36.91 % |

|  | 44.31 % |

|  | 49.12 % |

|  | 4.15 % |

|  | 20.93 % |

|  | 67.08 % |

### Parlamentarias
| Año  | # de votos | % de votos | Diputados | +/-         | Senadores | +/-         |
| ---- | ---------- | ---------- | --------- | ----------- | --------- | ----------- |
| 1973 | 232 756    | 5,3 %      | 9/200     | Nuevo       | 2/47      | Nuevo       |
| 1978 | 325 328    | 6,2 %      | 11/199    | 2           | 2/44      | Sin cambios |
| 1983 | 377 795    | 5,7 %      | 11/200    | 1           | 2/44      | Sin cambios |
| 1988 | 733 421    | 10,2 %     | 18/201    | 7           | 3/46      | 1           |
| 1993 | 526 197    | 10,9 %     | 24/203    | 6           | 5/50      | 2           |
| 1998 | 465 977    | 9,1 %      | 24/207    | Sin cambios | 5/54      | Sin cambios |
| 2000 | 224 170    | 5,03 %     | 6/165     | 18          |           |             |
| 2005 | 9118       | 0,3 %      | 0/167     | 6           |           |             |
| 2010 | 67 357     | 0,4%       | 0/165     | 0           |           |             |
| 2015 | 37,405     | 0,27%      | 0/167     | 0           |           |             |
| 2020 | 77,311     | 1,23%      | 0/277     | 0           |           |             |
| 2025 | 285.501    | 5,18%      | 11/285    | 0           |           |             |

### Regionales
| Año  | # de votos | % de votos      | Gobernaciones obtenidas | +/-         |
| ---- | ---------- | --------------- | ----------------------- | ----------- |
| 1989 | 706 893    | 17,78 %         | 1/20                    |             |
| 1992 | 578 840    | 12,49 %         | 3/22                    | 2           |
| 1995 | 471 614    | 10,48 %         | 4/22                    | 1           |
| 1998 | 516 918    | 10,42 %         | 2/23                    | 2           |
| 2000 | 288 940    | 7,39 %          | 4/23                    | 2           |
| 2004 | 78 883     | 1,22 %          | 0/22                    | 4           |
| 2008 | 44 731     | 0,4 %           | 0/22                    | Sin cambios |
| 2010 | Sin datos  | Sin datos       | 0/2                     | Sin cambios |
| 2012 | 131 559    | 1,5 %           | 0/23                    | Sin cambios |
| 2017 | Sin datos  | Sin datos       | 0/23                    | Sin cambios |
| 2021 | 143 714    | 1,6 %           | 0/23                    | Sin cambios |
| 2025 | 285.501    | \| \| 5,18 % \| | 1/23                    | 1           |
|      | 5,18 %     |                 |                         |             |